# 平田町立今尾小学校三郷分校
平田町立今尾小学校三郷分校（ひらたちょうりつ いまおしょうがっこう　さんごうぶんこう）は、かつて岐阜県海津郡平田町（現・海津市）に存在した公立小学校の分校。

## 概要
- 今尾小学校の分校であり、現在の海津市平田町三郷に存在した。校区は三郷、仏師川であった。

## 沿革
- 1873年（明治6年）10月3日 - 安八郡大尻村に甘棠舎が開校。阿弥陀寺[注釈 2]を仮校舎とする。
- 1875年（明治8年） - 安八郡大尻村、車戸村、及び海西郡須脇村が合併し、安八郡三郷村が発足。
- 1886年（明治19年） - 三郷簡易科小学校に改称する。三郷村、仏師川村、蛇池村の児童が通学する。
- 1897年（明治30年） - 
  - 今尾町、高田村、三郷村、仏師川村、平原村、土倉村、脇野村、西島村が合併し、海津郡今尾町が発足。
  - 三郷尋常小学校に改称する。海西村大字蛇池（旧・蛇池村）の児童は今尾町に委託され、引き続き三郷尋常小学校に通学する。
- 1902年（明治35年） - 海西村大字蛇池の児童の委託を解除。
- 1903年（明治36年）8月25日 - 今尾尋常高等小学校に統合され、今尾尋常高等小学校三郷分教場となる。
- 1941年（昭和16年）4月1日 - 今尾国民学校三郷分教場に改称する。
- 1947年（昭和22年）4月1日 - 今尾町立今尾小学校三郷分校に改称する。
- 1955年（昭和30年）2月1日 -
  - 今尾町の大部分（今尾・高田・三郷・仏師川・土倉・脇野・西島）と海西村が合併し、平田町が発足。同時に平田町立今尾小学校三郷分校に改称する。
- 1966年（昭和41年）3月 - 廃校。